# Avicii – Ich heiße Tim
Avicii – Ich heiße Tim (Originaltitel: Avicii – I'm Tim) ist ein schwedischer Dokumentarfilm aus dem Jahr 2024 über das Leben des DJs Avicii von Regisseur Henrik Burman. Der Film feierte seine Premiere auf dem Tribeca Film Festival am 9. Juni 2024.

## Inhalt
Die frühere Filmbeschreibung vom Tribeca Festival lautet: „Bevor es Avicii gab, gab es nur Tim. Erleben Sie zum ersten Mal mit seinen eigenen Worten die Reise eines schüchternen, aber erstaunlichen musikalischen Talents, das bald zu einem der wichtigsten Künstler seiner Generation werden sollte.“

## Veröffentlichung
Der Dokumentarfilm wurde ursprünglich von Candamo Film im September 2021 angekündigt, mit einem Veröffentlichungsdatum 2023. Die Produktion des Films begann im Jahr 2019. Regisseur Henrik Burman sagte über den Film: „Mein Ziel ist es, eine ehrliche und neue Perspektive sowohl auf den Künstler Avicii als auch auf Tims Leben zu bieten. Ich möchte, dass es ein Film wird, der das Publikum überrascht und das Bild des größten internationalen schwedischen Künstlers von heute hinterfragt und dabei auch beleuchtet, was seine Musik für so viele Menschen bedeutet hat.“
Das neue Veröffentlichungsdatum wurde auf Aviciis Instagram-Profil für April 2024 angekündigt. Am 9. Oktober 2024 wurde bekannt gegeben, dass der Dokumentarfilm zur offiziellen Auswahl für das Internationale Filmfestival von Stockholm 2024 gehört.
Am 4. November 2024 gab Candamo Film bekannt, dass der Dokumentarfilm ab dem 31. Dezember 2024 weltweit auf Netflix zu sehen sein wird. Die Dokumentation wurde zusammen mit Aviciis letztem Auftritt im Ushuaïa Ibiza am 28. August 2016 unter dem Titel Avicii – My Last Show veröffentlicht.

## Auszeichnungen
Der Film wurde im November 2024 in der Kategorie Bester internationaler Dokumentarfilm auf dem Internationalen Filmfestival in Stockholm nominiert und gewann im Januar 2025 den Guldbaggen Award in der Kategorie Bester Schnitt.

## Soundtrack
- Death Bed — Dan Romer & Ben Zeitlin
- Silhouettes — Avicii
- Circles — Incubus
- Your Cheatin' Heart — Ray Charles
- Fade Into Darkness (Instrumental Club Remix) — Avicii
- Fade Into Darkness (Albin Mayers Remix) — Albin Myers
- Wake Me Up — Avicii, Aloe Blacc
- Green River — Creedence Clearwater Revival
- Without You — Avicii, Sandro Cavazza
- Boten Anna — Basshunter
- Bromance — Tim Berg
- Hey Brother — Avicii, Dan Tyminski
- Dukkha — Avicii
- I Got A Name — Jim Croce
- Rich Girl — Daryl Hall & John Oates
- Somewhere In Stockholm — Avicii
- Hustlin' — Rick Boss
- Feeling Good — Avicii
- Peace Of Mind — Avicii, Vargas & Lagola
- Waiting For Love — Avicii
- God Yu Tekem Leaf Blong Mi — Hans Zimmer, Gavin Greenaway
- Fade (Avicii 2009 remix) — Solu Music, Kimblee
- Lise — Arno Cost
- As The Earth Kissed The Moon — Michael Stearns
- What Does It Take — Miljon
- Gonna Love Ya — Avicii
- The Otherside — Cam
- New New News (Avicii Meets Yellow Remix) — Bob Sinclar, Queen Ifrica & Makedah
- Here We Go — Hard Rock Sofa, Swanky Tunes
- Fades Away — Avicii, Nonnie Bao
- The Tunnel — Cirez D, Erick Prydz
- For A Better Day — Avicii, Alex Ebert
- SOS — Avicii, Aloe Blacc
- Alcoholic — Tim Berg
- Black & Blue — Avicii, Aloe Blacc
- Levels — Avicii
- Good Times — Chic
- Addicted To You — Avicii
- A Sky Full Of Stars — Coldplay